# Lacconectus shaverdoae
Lacconectus shaverdoae là một loài bọ cánh cứng trong họ Bọ nước. Loài này được Brancucci miêu tả khoa học năm 2005.